# Gladiolus longispathaceus
Gladiolus longispathaceus är en irisväxtart som beskrevs av Georg Cufodontis. Gladiolus longispathaceus ingår i släktet sabelliljor, och familjen irisväxter. Inga underarter finns listade i Catalogue of Life.